# 長山泰久
長山 泰久（ながやま やすひさ、1932年2月7日 - 2022年8月24日）は、日本の心理学者。専門は、交通心理学、交通教育学、産業心理学。大阪大学名誉教授。日本においてはじめて交通心理学を体系化し、心理学の中で独自の研究領域として確立する先導的役割を果たした。また、危険予測、防衛運転、暴走族研究、二輪車事故の研究等、さまざまな研究課題への取り組みを通じ、交通安全教育・交通安全対策の提言や実践を行ってきた。

## 来歴
大阪府枚方市生まれ。1955年大阪大学文学部卒業、1960年大阪大学大学院文学研究科博士課程を単位取得。
1960年大阪大学文学部助手、1967年追手門学院大学文学部講師、1968年同助教授を経て、1974年大阪大学人間科学部助教授、1984年同教授。1995年定年退官し、名誉教授。
大阪府道路交通問題協議会委員、内閣府中央交通安全対策会議委員、大阪府交通安全対策検討委員会委員長、国際交通安全学会会員、大阪交通科学研究会会長、関西心理学会会長、社団法人日本自動車連盟交通安全委員会委員長などを歴任。
1980年住友海上福祉財団論文・内閣総理大臣賞（交通教育の体系化）、1985年国際交通安全学会賞（論文部門）、1993年交通栄誉賞緑十字銀賞、1999年交通栄誉賞緑十字金賞を受賞。
2021年日本自動車殿堂2021殿堂者(生涯にわたる交通教育の体系化)。

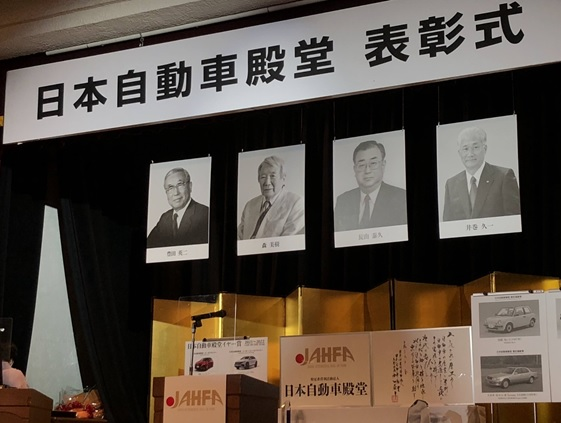
日本自動車殿堂2021年表彰式

私が大阪大学応用心理学講座の助手となりドイツに留学し、帰国後から「交通心理学」を専攻してきたので研究歴は1961年から60年に及びます。
助手時代は多数の事故事例を分析し、人間の側面の要因のうち、「危険感受性・安全運転態度」の欠如が最も重要であることを明らかにしてきました。
運転適性テスト作成に当たっては、それまでのものがハンドル･ブレーキや視力･反応時間などの操作・動作系を問題にするのに対して、私は安全・危険の予知・予測や運転の動機や態度の精神･心理系の視点で捉えて参りました。また、「危険予知」の写真やフィルムの教材を作成し、広く活用して参りました。
JAF関西交通安全実行委員会の総会で示した映像に日本自動車連盟の機関誌（JAFMate）の編集者が強く関心を示し、私の監修での「危険予知」のコーナーが1991年4月号から毎月号に掲載することになりました。
そこでの危険予知の映像を、自動車教習所が運転者教育の教材として使用するようになると、1994年には私が委員長で警察庁が「学科試験の在り方に関する調査研究委員会」を設置し検討し、運転免許試験で「危険予測問題」として採用することになりました。
私は齢89歳となりましたが、現在もJAFMateの各号の「危険予知」のコーナーの監修に関わっております。私の研究が単に学問の領域で終わるのではなく、交通安全という社会的問題に貢献できたことを嬉しく思っております。
—長山泰久、日本自動車殿堂表彰式典殿堂者入り挨拶文
2022年8月24日、肺炎のため、死去。90歳没。死没日付をもって従四位に叙され、瑞宝小綬章を追贈された。

## 著作
- 『管理者のための危険予測運転教育－日・米・欧の危険予測教育と教材・テスト問題』（企業開発センター交通問題研究室、2009）
- 『事故と安全の心理学ーリスクとヒューマンエラー』（分担執筆「ヒューマンファクターと効果的教育」、東京大学出版会、2007）
- 『新版ドライバーの心理学』（企業開発センター交通問題研究室、1993年）
- 『空間移動の心理学』（編著、福村出版、1992年）
- 『交通心理学』（監訳、Klebelsberg, Dieter著、蓮花一己訳、企業開発センター交通問題研究室、1990年)
- 『人間と交通社会：運転の心理と文化的背景』（幻想社、1989年）
- 『事故予防の行動科学』（編著、福村出版、1988年）